# Засекі (Любуське воєводство)
Засекі (пол. Zasieki, нім. Forst-Berge) — село в Польщі, у гміні Броди Жарського повіту Любуського воєводства.
Населення — 247 осіб (2011).
У 1975-1998 роках село належало до Зеленогурського воєводства.

## Демографія
Демографічна структура станом на 31 березня 2011 року:
|          | Загалом | Допрацездатний вік | Працездатний вік | Постпрацездатний вік |
| -------- | ------- | ------------------ | ---------------- | -------------------- |
| Чоловіки | 125     | 24                 | 90               | 11                   |
| Жінки    | 122     | 19                 | 78               | 25                   |
| Разом    | 247     | 43                 | 168              | 36                   |